# 坎貝爾堡
坎贝尔堡是一个跨越肯塔基州（霍普金斯維爾）及田纳西州（克拉克斯维尔）边境的美国陆军营地，其通讯地址位于肯塔基州境内。陆军的第101空降师和第160特种作战航空团均驻扎于此。军营的名字取自联邦军队准将、最后一位辉格党田纳西州州长威廉·B·坎贝尔。

## 历史

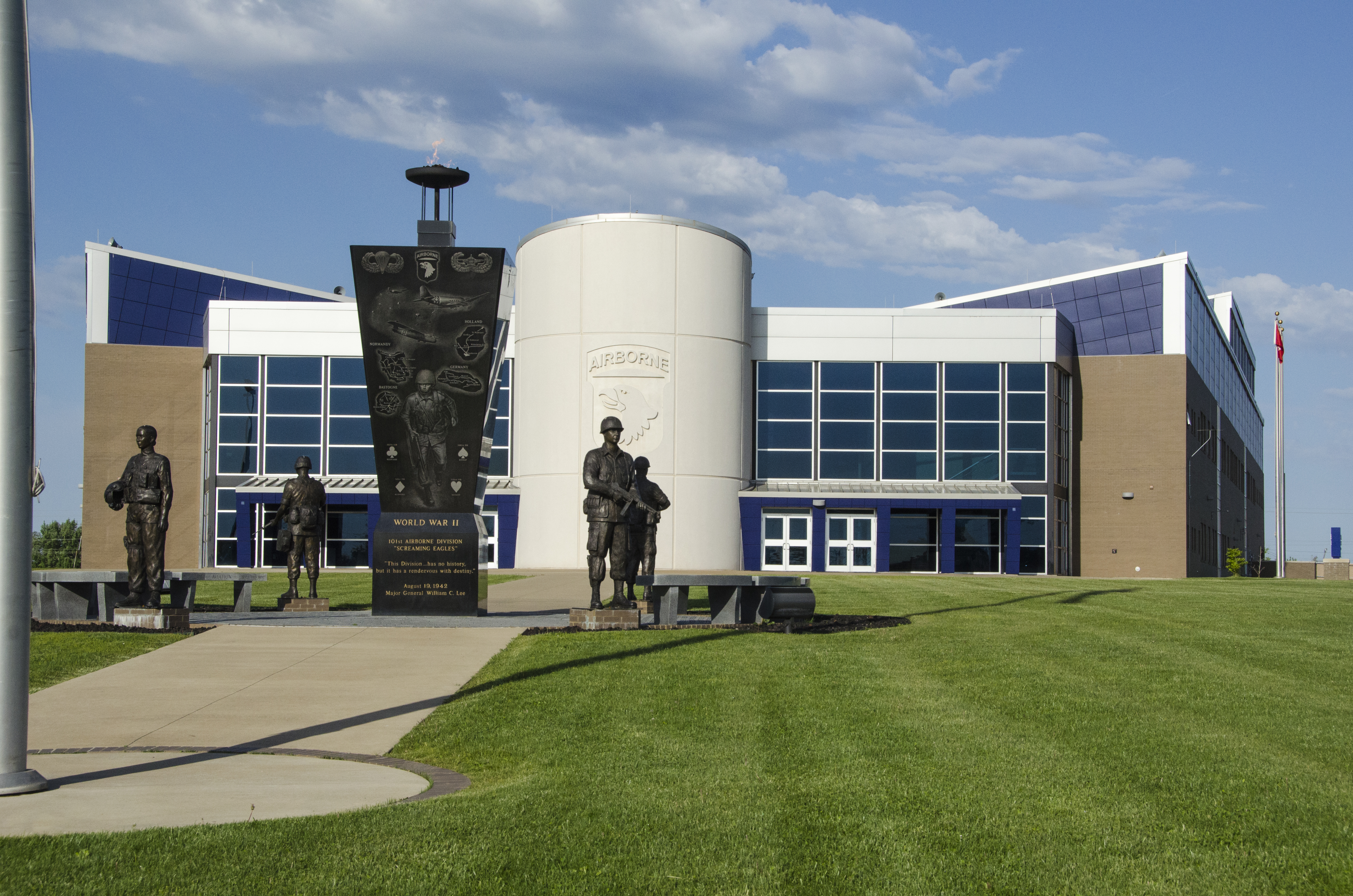
位于坎贝尔堡的第101空降师指挥与控制处

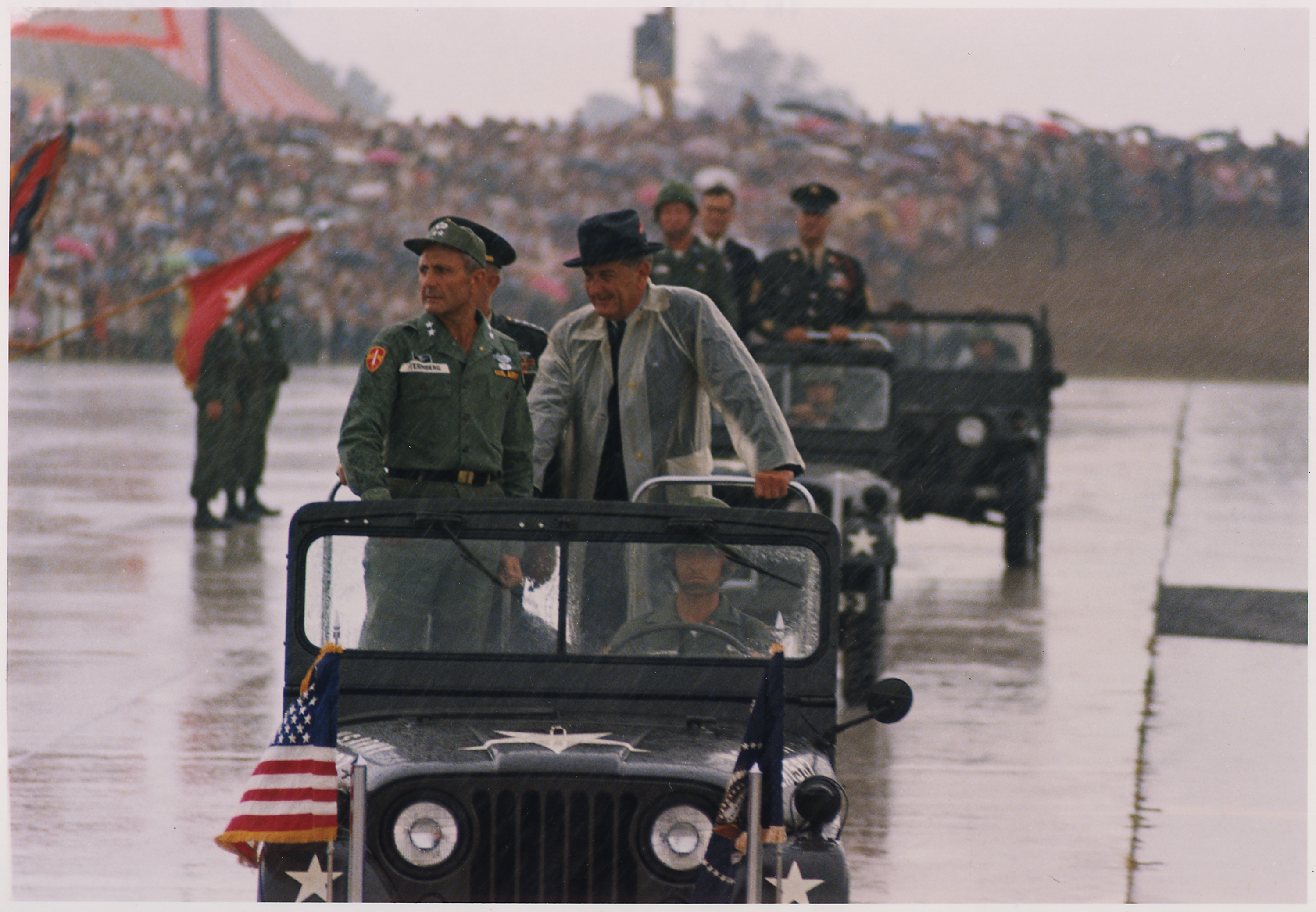
1966年7月23日林登·约翰逊与本·斯坦伯格在坎贝尔堡的合影

坎贝尔堡的地址于1941年9月9日选定，地籍测量则于同年11月15日完成，当时正逢大日本帝國海軍离开日本前往偷袭珍珠港。1942年1月12日，坎贝尔堡正式开始建造，不到一年，此地便被建造到102,414英畝（414平方），足可容纳一个装甲师及各种支援部队，同时还为2,422名军官和45,198名应征士兵提供了临时营舍。
由于田纳西州与纳什维尔非常接近，美国作战部于1941年3月7日将其指定为坎贝尔堡的官方地址。这一做法引发了很大的混乱，坎贝尔堡的总部和大部分区域以及人员均位于田纳西州，但其邮局却位于肯塔基州。营地一度多个月内都面临着邮件传递困难的问题，对此，盖伊·W·奇普曼（Guy W. Chipman）上校要求将官方地址改到肯塔基州，1942年9月23日，作战部正式作出更改。
1942年初夏，来自肯塔基州诺克斯堡的1名军官和19名应征军人到达坎贝尔堡，组成第一批干部人员。自这一时期到第二次世界大战结束，坎贝尔堡一直被用作第12、第14、第20装甲师的训练营地和第4装甲部队、第26步兵师的总部。二战结束后，数支部队被派往坎贝尔堡驻军，其中包括于1946年9月到达的第5步兵师。
1949年春，在同盟國軍事佔領日本之后，美国陆军第11空降师被派到坎贝尔堡，一直驻扎到1956年初。
截至1950年4月，坎贝尔堡已经从一个战时训练营地转变为一个长期军事设施，并正式取得了如今的名字。
1950年到1962年间，坎贝尔堡开设了一个空中作战课程，共培养了30,000名伞兵。
1956年9月21日，陆军部长威爾伯·M·布魯克和参谋长馬克斯維爾·泰勒上将将第101空降师的颜色赠送给了实验性队伍重组空降师（Reorganization Of The Airborne Division，ROTAD）的第一任指挥官舍伯恩（T.L.Sherbourne）少将，正式使二战中著名的“尖叫鹰”重新恢复活动。
1966年5月2日，坎贝尔堡成立了一个基础作战训练中心，7月6日，训练中心接受到了第一批一共220人的受训队伍。按照计划，基础作战训练于7月11日开始，共有1,100 名受训人员。此一训练中心一直运作到了1972年4月15日。
1965年7月，陆军第1旅被派往越南，不久后，随着亚洲东南部局势恶化，其他旅团也相继到达。为应对军备增加的需要，1966年11月24日，第6步兵师也在坎贝尔堡重新恢复活动，1968年7月25日，第6步兵师再次被撤销。
1971年9月，陆军第173空降战斗旅回到坎贝尔堡，并在国防部长梅尔文·莱尔德的主持下举行了回归仪式。1972年1月14日，第173空降战斗旅被撤销，其人员和装备被用来重组第3旅和第101空降师。第3旅一直运作到1974年4月，并变成了一支完全意义上的空中机动部队。1972年4月6日越南战争结束后，第101空降师正式回国，时任副总统斯皮罗·阿格纽和陆军参谋长威廉·威斯特摩兰均到场参加了其回归典礼。
历史上的坎贝尔堡还拥有一个儿童剧院，不过已于1983年关闭。
1982年12月12日，一架飛箭航空1285號班機在前往埃及执行维和任务后的返航途中，于加拿大纽芬兰岛的甘德起飞后不久坠毁，机上246名乘员遇难，其中包括8名机组人员。为了纪念这些遇难人员，在坎贝尔堡附近有一片纪念林和一个纪念碑。
2023年12月9日至10日，田纳西州遭到龙卷风侵袭，大约250个军人家庭被迫逃离。而在田纳西州的所有地区中，又以克拉克斯维尔所受的损害最为严重，该地遭受到一个风速达150英里每小時（240每小時）的龙卷风吹袭，总共导致6人死亡。坎贝尔堡未有传出死亡报道，军营内部也没有遭受太大损失，但大约有1,100名军人失去水电等重要供应，内部人士表示大约需要一周来恢复。由于损失较为严重，仅有任务较为重要的人员需要继续工作。

### 犯罪事件
1999年7月5日，21岁的第502步兵团第2营一等兵巴里·溫切爾在军营内被人用棒球棍击打致死。这起事件的凶手是另一名叫做卡尔文·格洛弗的一等兵，并且他得到了上级贾斯汀·费希尔的纵容。事件起因是温切尔爱上了一个名叫卡爾珀尼亞·亞當斯的变性舞女，而费希尔和格洛弗想要对他实施处罚。温切尔起初被送到了纳什维尔的范德堡大学救助中心，但最终不治身亡。格洛弗最终被判谋杀罪罪成，而费希尔也被判处了一个较轻的罪名。2006年8月费希尔被释放到中途之家，不久后完全获释。格洛弗则被判处终身监禁，并在服刑15年后得以假释。
2005年10月13日，坎贝尔堡士兵尼古拉斯·米克尔突然向一群正在训练的士兵开火，引发国际关注。米克尔在事发后不久便遭到逮捕，并受到谋杀未遂指控。2006年4月，米克尔被判处25年监禁。

### 2011年龙卷风袭击
2011年4月26日，坎贝尔陆军机场遭到一股EF3级强龙卷风侵袭，导致一幢建筑被毁，以及其他几栋房屋严重损坏，所有遭到破坏的建筑均为大型建筑且都构造完好。这些建筑物的大门也都被吹开。除此之外，一些较小的建筑也遭到了不同程度的损坏，大量重型汽车被毁，至少三辆被完全吹翻。在机场北部不远处的一个农田内，有几十棵树和三根电线杆被风吹倒，两个谷仓遭到严重破坏，其中一座房屋的几面墙壁也被吹倒。

### 2023年直升机训练坠落事故
2023年3月29日当地时间晚上10时左右，第101空降师的两架HH-60黑鹰医疗撤离型直升机在进行训练时相撞，其后在坎贝尔堡西侧一片树林中坠毁，导致9人遇难。

## 运作与税制
坎贝尔堡坐落着一所美国陆军空中突击学校，提供的课程包括空中突击、空降先遣部队培训、预备护林员培训、跳伞长进修课程、绕绳下降高级课程等。另外，该校还驻扎有空降师的降落伞示范队。
肯塔基州的税收法规定，在肯塔基州境内的坎贝尔堡服役的军人只需要向家乡所在的州交税。田纳西州不针对收入征收州所得税，但会征收比肯塔基州更高的零售销售税。

## 坎贝尔堡降落伞示范队“尖叫鹰”
坎贝尔堡降落伞示范队（Fort Campbell parachute demonstration team）成立于1958年，当时正处于精确自由落体式降落的起步阶段。该部队是美国陆军首支同类型部队，比陸軍跳傘隊还要早成立一年。这支队伍的早期成员都是一些自愿利用空闲时间来表演跳伞的军人。1984年，第101空降师决定成立一支全职跳伞示范队，并称之为“尖叫鹰”（Screaming Eagles）。
“尖叫鹰”自成立以来，每年会举行60多次跳伞示范，观看人数平均在5000人左右。如今的队伍一般由一名轻型轮式机械师、两名医务兵、三名步兵和一名降落伞检修工等共七人组成，大部分成员都具有实战经验，例如2009年的队伍中的所有成员加起来总共具有40多年的延缓张伞跳伞经验，执行过6000余次相关任务。

## 承租单位
- 美国陆军第101空降师
- 美国陆军第160特种作战航空团
- 美國陸軍第5特種部隊群
- 美国陆军第52兵工群
- 第302情报和电子作战营
- 第531医疗中心
- 第502宪兵营

坎贝尔陆军机场（从属于美国空军）
- 第19空中支援作战中队
- 第18气象中队第4支队

其他还包括布兰奇菲尔德军队医院、美国陆军空中突击学校和约翰·W·克雷克尔军士学院等。

## 教育
居住在坎贝尔堡的居民一般会被划分到國防部教育活動部門的学校接受教育。这里的小学包括巴尔桑蒂小学、巴克雷小学、卢卡斯小学和马歇尔小学等。马哈菲中学和沃瑟姆中学分别负责部分区域的教学。所有居民的高中教育均由坎贝尔堡高中负责，这所高中于1962年开放，是美国仅有的两所陆军高中之一，现今的校内建筑于2018年落成，但在该校完整接受四年教育的学生只约占10%。
坎贝尔堡曾计划新开一所初中，但有关资金在2019年被拨给了位于美墨邊界的隔离墙，而沃瑟姆中学也早在两年前关闭，其学生被全部转移到马哈菲中学继续学业，导致教室短缺、食堂位置不够等问题相继出现。